# کوه‌های آتش‌فشانی دایستسوزان

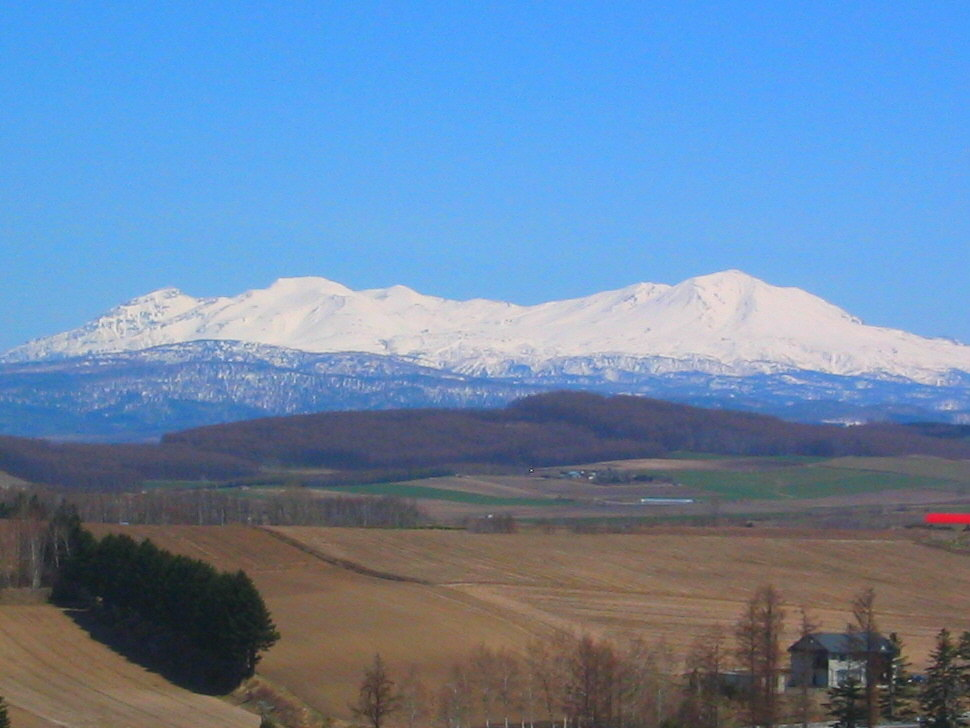
کوه‌های آتش‌فشانی دایستسوزان

کوه‌های آتش‌فشانی دایستسوزان (به ژاپنی: 大雪山系 Daisetsu-zankei) به یک سری از کوه‌های آتشفشانی در استان هوکایدو در ژاپن اشاره دارد. نام این کوه در کتاب فهرست صد کوه معروف ژاپن آمده‌است.

## فهرست کوه های تشکیل دهنده بر اساس ارتفاع
کوه‌های زیر تشکیل دهندهٔ کوه‌های آتش‌فشانی دایستسوزان هستند:
| نام                                         | ارتفاع                    | نوع           |
| ------------------------------------------- | ------------------------- | ------------- |
| کوه آساهی (旭岳 Asahi-dake)                 | ۲٬۲۹۰ متر (۷٬۵۱۰ فوت)     | stratovolcano |
| کوه هوکوچین (北鎮岳 Hokuchin-dake)          | ۲٬۲۴۴ متر (۷٬۳۶۲ فوت)     | lava dome     |
| کوه هاکوئون (白雲岳 Hakuun-dake)            | ۲٬۲۳۰٫۰ متر (۷٬۳۱۶٫۳ فوت) | lava dome     |
| کوه کوما-گا-داکه (熊ヶ岳, Kuma-ga-dake)     | ۲٬۲۱۰ متر (۷٬۲۵۰ فوت)     | stratovolcano |
| کوه پیپو (比布岳 Pippu-dake)                | ۲٬۱۹۷ متر (۷٬۲۰۸ فوت)     | volcanic      |
| کوه مامیا (間宮岳 Mamiya-dake)              | ۲٬۱۸۵ متر (۷٬۱۶۹ فوت)     | caldera rim   |
| کوه کویزومی (小泉岳 Koizumi-dake)           | ۲٬۱۵۸ متر (۷٬۰۸۰ فوت)     | stratovolcano |
| کوه هوکای (北海岳 Hokkai-dake)              | ۲٬۱۴۹ متر (۷٬۰۵۱ فوت)     | caldera rim   |
| کوه نوکوگیری (هوکایدو) (鋸岳 Nokogiri-dake) | ۲٬۱۴۲ متر (۷٬۰۲۸ فوت)     | volcanic      |
| کوه ماتسودا (松田岳 Matsuda-dake)           | ۲٬۱۳۶ متر (۷٬۰۰۸ فوت)     | caldera rim   |
| کوه ریوئون (凌雲岳 Ryōun-dake)              | ۲٬۱۲۵ متر (۶٬۹۷۲ فوت)     | lava dome     |
| کوه ناکا (دایستسوزان) (中岳 Naka-dake)      | ۲٬۱۱۳ متر (۶٬۹۳۲ فوت)     | caldera rim   |
| کوه آیبتسو (愛別岳 Aibetsu-dake)            | ۲٬۱۱۲٫۷ متر (۶٬۹۳۱ فوت)   | volcanic      |
| کوه آکا (دایستسوزان) (赤岳 Aka-dake)        | ۲٬۰۷۸٫۵ متر (۶٬۸۱۹ فوت)   | stratovolcano |
| کوه ابوشی (烏帽子岳 Eboshi-dake)            | ۲٬۰۷۲ متر (۶٬۷۹۸ فوت)     | stratovolcano |
| کوه گوشیکی (五色岳 Goshiki-dake)            | ۲٬۰۳۸ متر (۶٬۶۸۶ فوت)     | -             |
| کوه میدوری (緑岳 Midori-dake)               | ۲٬۰۱۹٫۹ متر (۶٬۶۲۷ فوت)   | -             |
| کوه کورو (黒岳 Kuro-dake)                   | ۱٬۹۸۴٫۳ متر (۶٬۵۱۰ فوت)   | lava dome     |
| کوه ناگایاما (水山岳 Nagayama-dake)         | ۱٬۹۷۸ متر (۶٬۴۹۰ فوت)     | stratovolcano |
| کوه کیگتسو (桂月岳 Keigetsu-dake)           | ۱٬۹۳۸ متر (۶٬۳۵۸ فوت)     | lava dome     |